# Krzemienica
Pour les articles homonymes, voir Krzemienica (homonymie).
Krzemienica est un village du centre de la Pologne, situé entre Rawa Mazowiecka et Tomaszów Mazowiecki, sur la rivière Krzemionka.
Il est situé dans la voïvodie de Łódź (Powiat de Tomaszów Mazowiecki).
Il a été fondé au XIVe siècle.
La population de Jeruzal était de 280 habitants en 2004.